# Radical 135
Le radical 135, qui signifie la langue, est un des 29 des 214 radicaux chinois répertoriés dans le dictionnaire de Kangxi composés de six traits.
Le caractère Unicode de 舌 est 820C.

## Caractères avec le radical 135
| nombre de traits          | caractères |
| ------------------------- | ---------- |
| Sans trait supplémentaire | 舌         |
| 2 additional stroke       | 舍 舎 舏   |
| 4 traits supplémentaires  | 舐         |
| 5 traits supplémentaires  | 舑         |
| 6 traits supplémentaires  | 舒         |
| 8 traits supplémentaires  | 舓 舔 舕   |
| 9 traits supplémentaires  | 舖 舗      |
| 10 traits supplémentaires | 舘         |
| 12 traits supplémentaires | 舙         |
| 13 traits supplémentaires | 舚         |